# 沃特鲁巴教堂

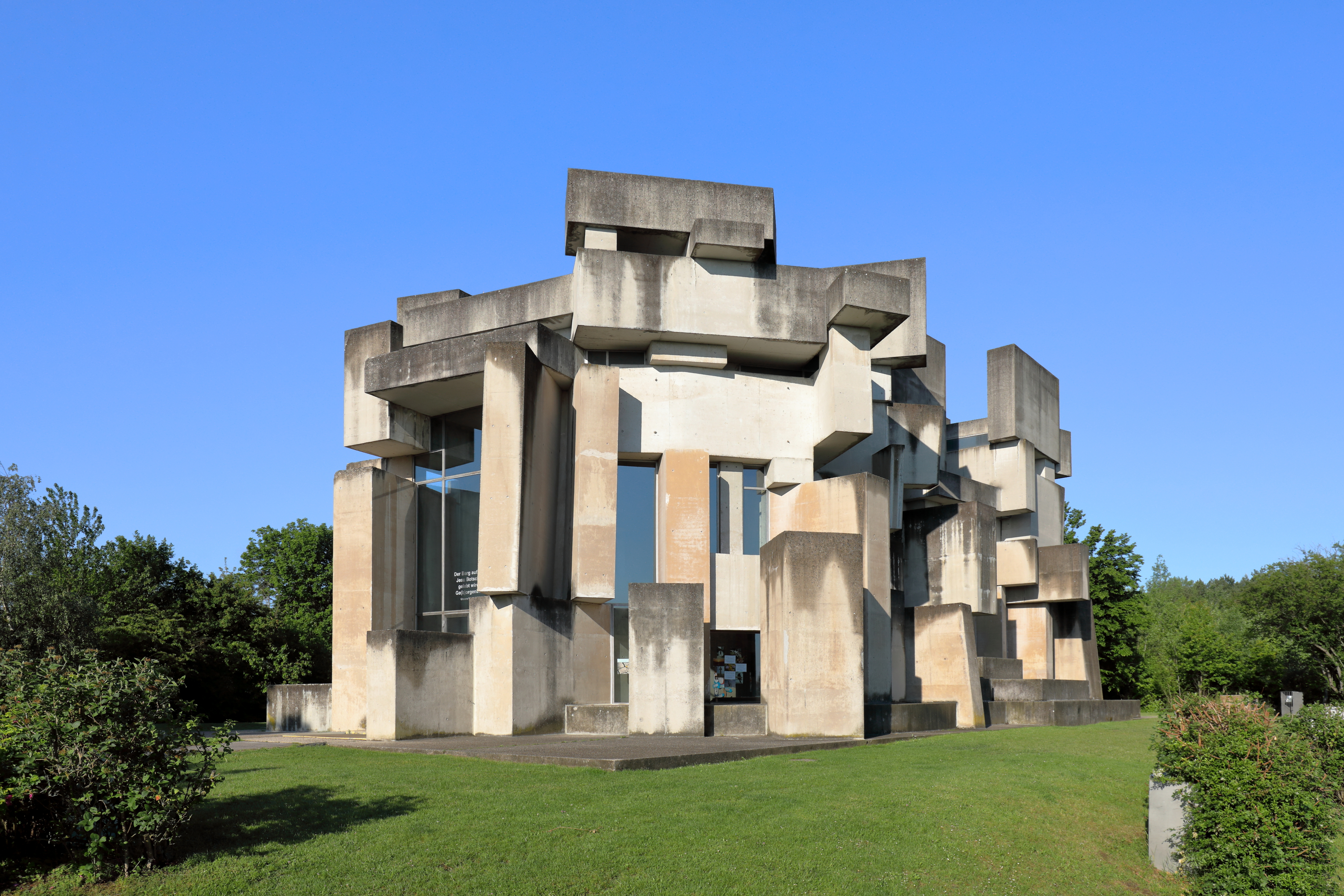
圣三一教堂

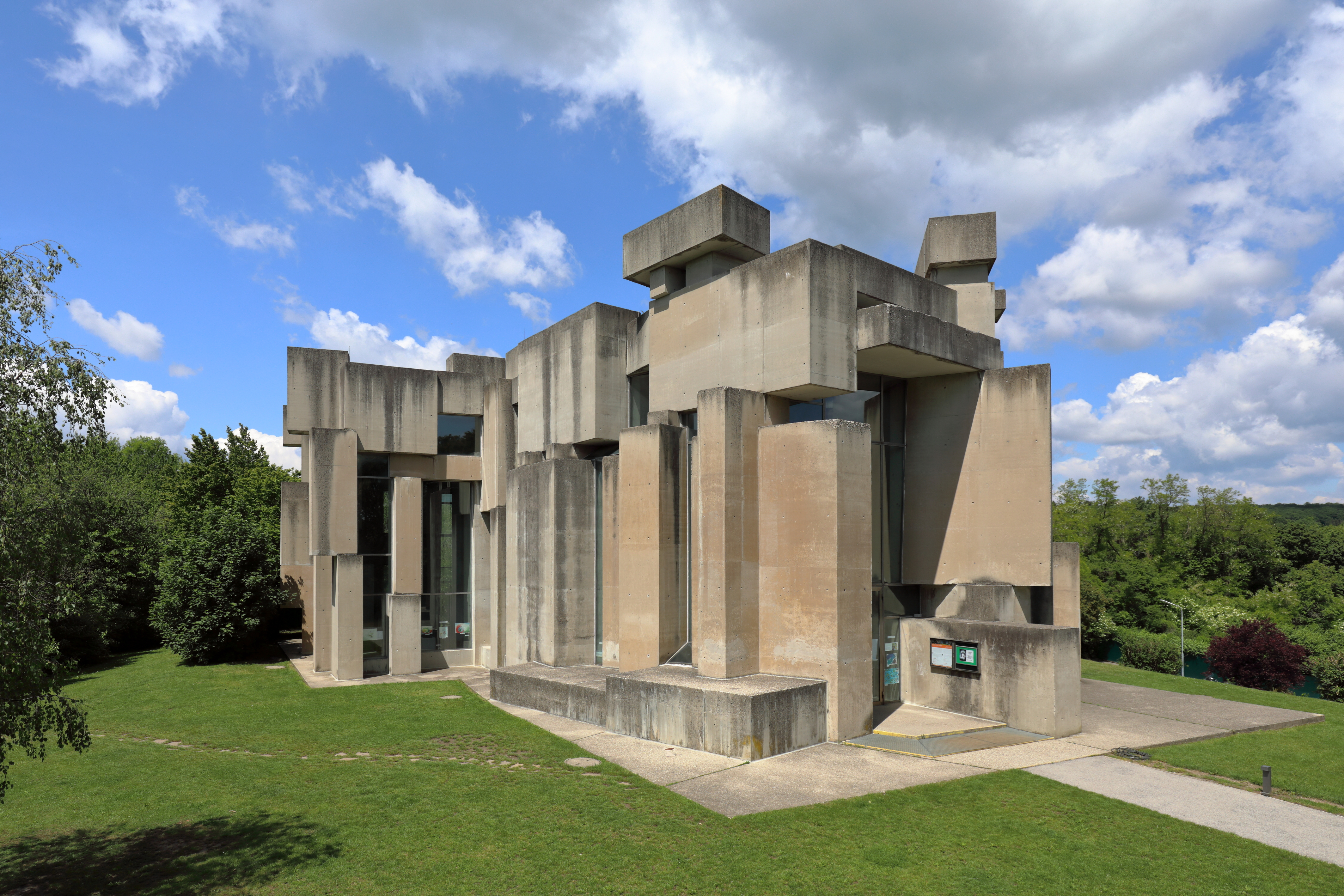
沃特鲁巴教堂

圣三一教堂（德語：Kirche Zur Heiligsten Dreifaltigkeit）又名沃特鲁巴教堂，位于维也纳利辛区的毛尔（Mauer），Rysergasse和乔治街的拐角处，毗邻维也纳森林。它建于1974年8月-1976年10月。该建筑长30米，宽22米，高15.5米，由152块非对称放置的混凝土块组成，每块大小从0.84 m3到64 m3，重1.8〜 141吨，最高的一块达13.10米。
设计者弗里茨·沃特鲁巴在教堂完成前就已去世。其灵感来自于参观沙特尔主教座堂。对于沃特鲁巴，沙特尔代表欧洲的精髓。沃特鲁巴首先是一个雕塑家。
该教堂乍看颇似一个大型抽象雕塑。它为游客提供了独特的机会，进入到这种艺术形式中，以往更多的时候人们只是在观看一些规模小得多的作品。
在第三帝国时期，该教堂所在地是一处德军军营。今天则可在此处俯瞰维也纳。